# 超級海王星
超級海王星（Super-Neptune）是指性質與海王星類似但質量高於海王星的一個行星類型。這類行星的半徑通常是地球的5到7倍，並且質量通常是20–80 M🜨，質量更高的行星天體通常被認為是氣態巨行星。
目前被發現的太陽系外行星中，超級海王星屬於相對稀少的一類型。目前已知的較著名超級海王星有克卜勒101b、HAT-P-11b與K2-33b。